# Ballophilus sabesinus
Ballophilus sabesinus är en mångfotingart som beskrevs av Chamberlin 1944. Ballophilus sabesinus ingår i släktet Ballophilus och familjen Ballophilidae. Inga underarter finns listade i Catalogue of Life.